# ريو ماتسوموتو
ريو ماتسوموتو (باليابانية: 松本莉緒) هي عارضة أزياء ومغنية وعارضة وممثلة يابانية، ولدت في 22 أكتوبر 1982 بفوتشو في اليابان.

## وصلات خارجية
- ريو ماتسوموتو على موقع IMDb (الإنجليزية)
- ريو ماتسوموتو على موقع أول موفي (الإنجليزية)
- ريو ماتسوموتو على موقع قاعدة بيانات الفيلم (الإنجليزية)
- ريو ماتسوموتو على موقع ANN person (الإنجليزية)